# Carlos Olachea

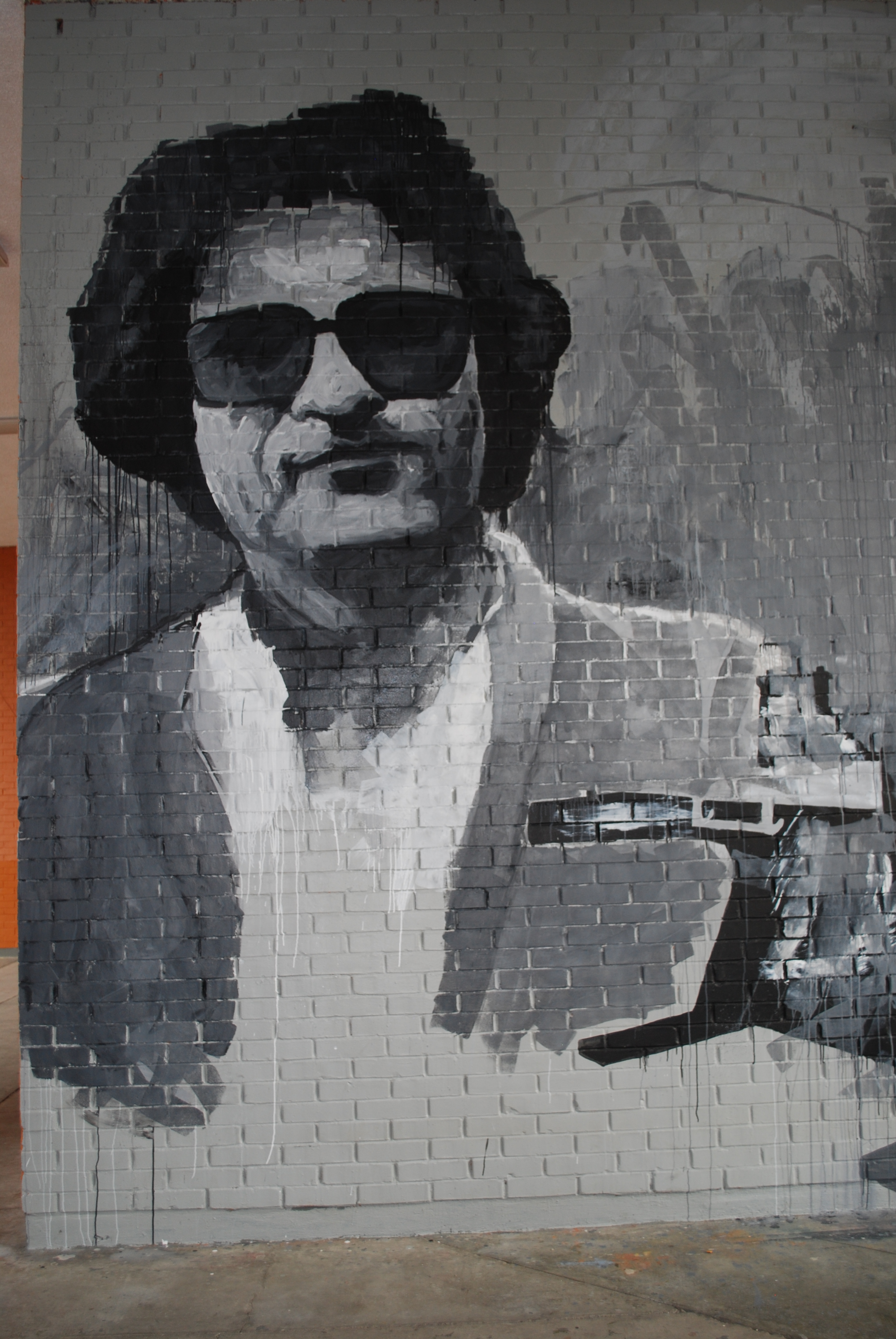
La imagen de Carlos Olachea es parte del mural de autor desconocido de la Escuela Nacional de Artes Plásticas de la Ciudad de México

José Carlos Olachea Boucsieguez fue un pintor mexicano sudcaliforniano, ex-Catedrático de la Escuela Nacional Visual de San Carlos (UNAM). Alumno de artistas como Antonio Rodríguez Luna, Roberto Garibay, Santos Balmori y Francisco Moreno Capdevilla.

## Biografía
Nacido en Santa Rosalía, Baja California Sur, el 4 de noviembre de 1940. Primogénito del matrimonio formado por los señores José Olachea Montejano y Guadalupe Boucsieguez Cardoza.
Estudió artes plásticas en la Escuela de San Carlos de la UNAM (1960-1966), en el momento en que se separan las artes "tradicionales" del campo del diseño.
En 1966-1967 fue becario del gobierno francés y de la UNAM, realizando cursos de diseño gráfico en París. Montó más de 30 exposiciones individuales y fue invitado a otras tantas colectivas en México, Cuba, Argentina, Francia, Estados Unidos y Canadá.
En 1976 Olachea compartía sus actividades docentes con la coordinación del Taller De Grabado De Producción y Cursos Especiales, era consejero técnico y recientemente había representado a la Escuela Nacional de Artes Plásticas (ENAP) en Cracovia, Polonia, con motivo de un Congreso Mundial de Artistas Plásticos. 
En febrero de 1986, en una declaración previa a una muestra pictórica que se desarrolló en el Museo de Arte Moderno de la Ciudad de México, el artista sudcaliforniano expresó “Al principio de mi desarrollo profesional me afilié a las tendencias de la nueva figuración, el neoexpresionismo que marcó en gran medida el derrotero de la pintura de los años setenta. No he sido fiel a ninguna tendencia artística, he transitado de una a otra, he trabajado de nuevo en aquellos lenguajes que me dicen algo, con los que puedo dialogar, de la figuración de la abstracción matérica, pero siempre en un espacio cargado de significación humana: He intentado ser yo mismo frente al misterio que ello implica".
El 21 de julio de 1986, Carlos Olachea muere asesinado en la Ciudad de México. El sentido deceso conmocionó al mundo de las artes plásticas y a la sociedad sudcaliforniana, puesto que tuvo lugar tres días después de haber expuesto parte de su obra en el Palacio Nacional de Bellas Artes en la colectiva “Confrontación ‘86”, que reunió la producción de los artistas plásticos más destacados de México; dos días después de que Olachea había obtenido el segundo lugar nacional de pintura en la bienal "Rufino Tamayo", celebrada en Oaxaca.
Dentro de los múltiples homenajes que Carlos Olachea ha recibido después de su desaparición física cuenta que la Galería de Arte del Teatro de La Ciudad lleva su nombre, igualmente lleva su apelativo el Taller de Producción e Investigación Gráfica de la UNAM. El maestro Juan Antonio Madrid Vargas, Director de la escuela nacional de Artes visuales, al inaugurar dicho taller declaró: “ La decisión de imponer el nombre del distinguido sudcaliforniano es un homenaje póstumo a su trayectoria de maestro y productor de alta calidad, así como por haber sido impulsor de talleres de esta naturaleza”. Olachea fue un intelectual brillante, participó activamente en el tránsito de la escuela de grabado tradicional de San Carlos, a la Escuela Nacional de Bellas Artes Visuales de Xochimilco de la cual fue maestro fundador.
En abril de 1990, con motivo de la visita del presidente a Chile, fue expuesta en esa nación un lote de obras de Carlos Olachea.
Su figura permanece en el lote de obras de artes plásticas y su obra es objeto de estudio y clasificación, destacando su obra en grabado por su calidad de trazos y temáticas.